# Каллену, Леонтия
Леонтия Каллену (греч. Λεοντία Καλλένου, род. 5 октября 1994 года, Дели) — кипрская легкоатлетка, специализирующаяся в прыжках в высоту. Участница Олимпийских игр 2016 года. Четырёхкратная чемпионка Кипра (2010, 2011, 2016, 2019). Рекордсменка Кипра по прыжкам в высоту на стадионе и в помещении — 1,93 м (2015).

## Биография
Леонтия Каллену родилась 5 октября 1994 года на Кипре в небольшом городе Дели, расположенном недалеко от Никосии. 
Дебютировала на международной арене в 2009 году. С 2012 года живёт в американском Атенсе, где тренируется под руководством Петроса Киприану. Окончила Университет Джорджии.

## Основные результаты
| Год  | Соревнования                                | Место проведения         | Место  | Результат |
| ---- | ------------------------------------------- | ------------------------ | ------ | --------- |
| 2009 | Гимназиада                                  | Доха, Катар              | 5      | 1,78 м    |
| 2010 | Чемпионат мира среди юниоров                | Монктон, Канада          | 17 (q) | 1,78 м    |
| 2010 | Летние юношеские Олимпийские игры           | Сингапур                 | 4      | 1,79 м    |
| 2011 | Игры малых государств Европы                | Шан, Лихтенштейн         | 2      | 1,77 м    |
| 2011 | Чемпионат мира среди юношей                 | Лилль, Франция           | 14 (q) | 1,72 м    |
| 2011 | Европейский юношеский Олимпийский фестиваль | Трабзон, Турция          | 2      | 1,79 м    |
| 2011 | Юношеские Игры Содружества                  | Остров Мэн               | 1      | 1,79 м    |
| 2012 | Чемпионат мира среди юниоров                | Барселона, Испания       | 19 (q) | 1,75 м    |
| 2013 | Средиземноморские игры                      | Мерсин, Турция           | 4      | 1,87 м    |
| 2013 | Чемпионат Европы среди юниоров              | Риети, Италия            | 5      | 1,84 м    |
| 2014 | Игры Содружества                            | Глазго, Шотландия        | 4      | 1,89 м    |
| 2015 | Чемпионат Европы среди молодёжи             | Таллин, Эстония          | 7      | 1,81 м    |
| 2016 | Олимпийские игры                            | Рио-де-Жанейро, Бразилия | 32 (q) | 1,80 м    |